# Nacktsport

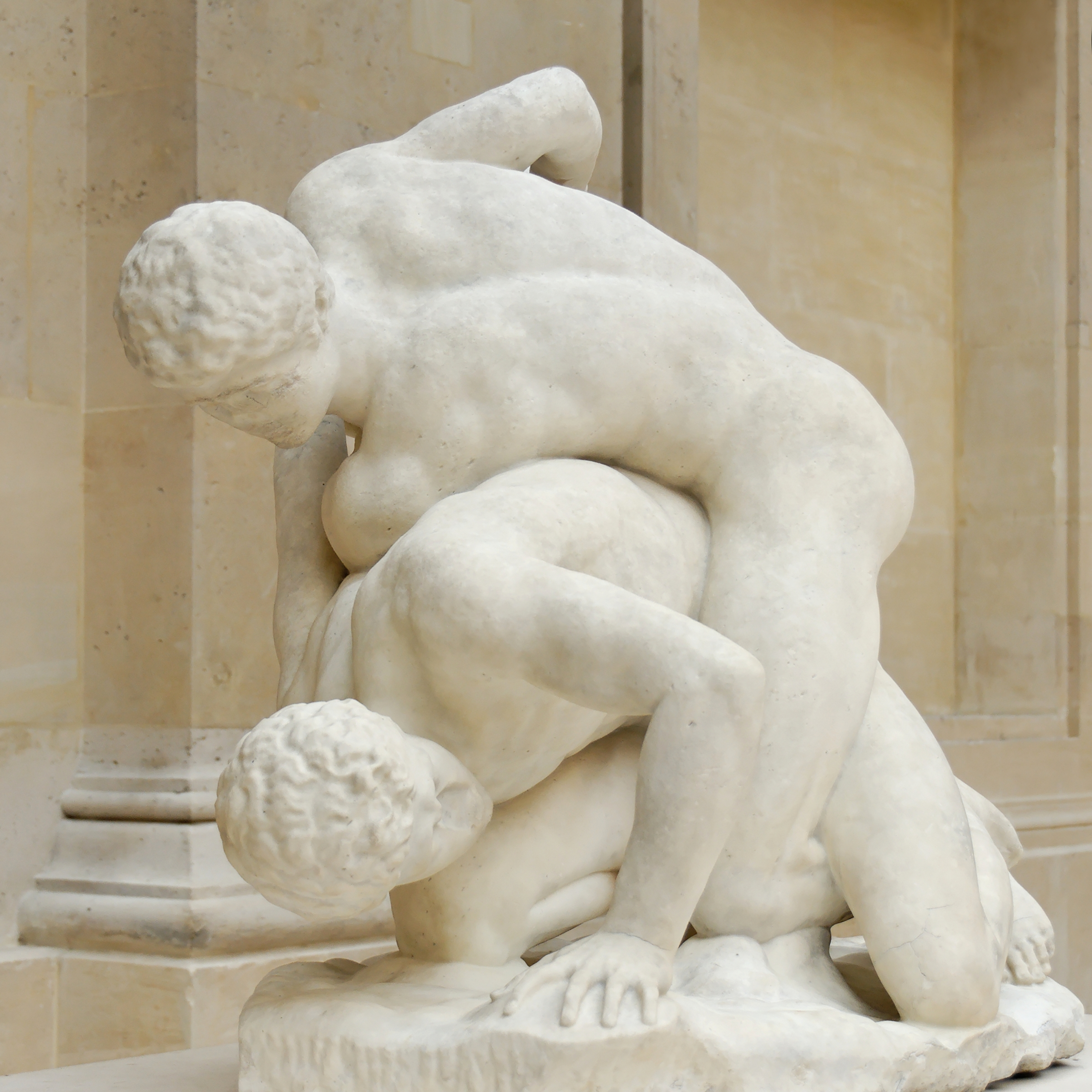
Griechische Ringkämpfer, Skulptur von Philippe Magnier

Nacktsport ist die unbekleidete Ausübung sportlicher Tätigkeiten.

## Verbreitung
In FKK-Vereinen sind in Deutschland rund 50.000 Menschen organisiert, in den 1970er Jahren waren es noch ca. 150.000 Personen.

## Akzeptanz des Nacktsports

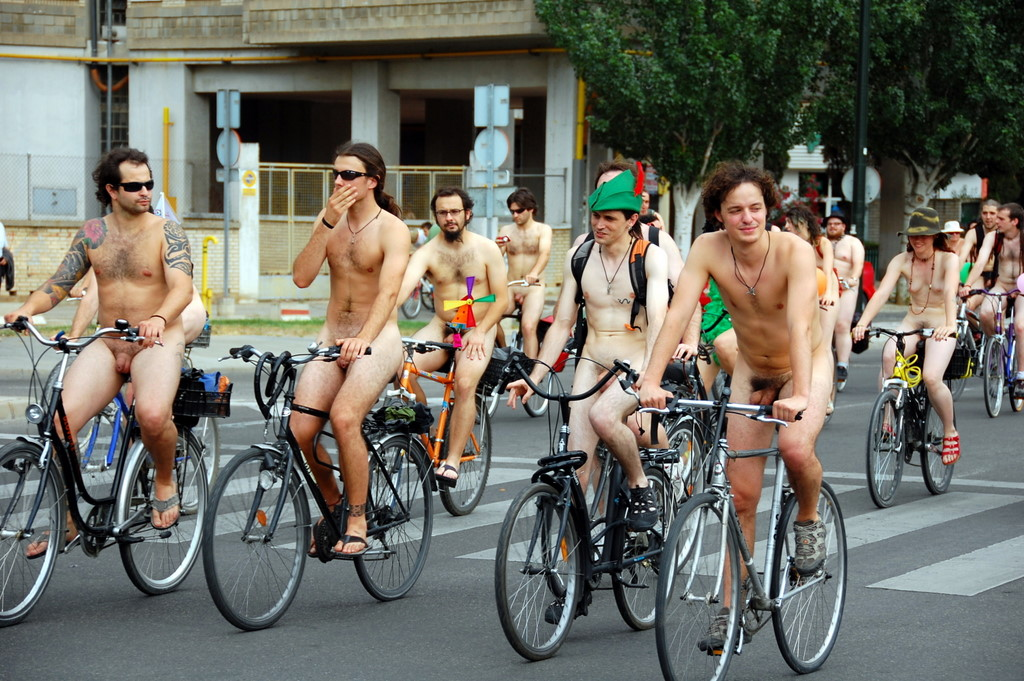
Der World Naked Bike Ride in Saragossa, 2009.

Ein Meilenstein für die Akzeptanz des Nacktsports in Deutschland war die Aufnahme des Deutschen Verbandes für Freikörperkultur (DFK) in den Deutschen Sportbund 1963. Seitdem gewannen viele deutsche FKK-Vereine die Gemeinnützigkeit, weil sie die sportliche Betätigung ihrer Mitglieder fördern.
Außerhalb privater bzw. teilöffentlicher Bereiche überwiegen negative Reaktionen auf nackt Sport treibende Personen.

## Vorteile des Nacktsports
Der Hauptvorteil des Nacktsports soll der bessere Temperaturausgleich des Körpers durch ungehindertes Schwitzen sowie der wegfallende Aufwand für Erwerb, Pflege und Reinigung von Sportbekleidung sein. Ein weiterer Vorteil kann das als angenehm empfundene Gefühl der Nacktheit insbesondere bei körperlicher Aktivität und das als besser empfundene Körpergefühl sein. Als weiterer Vorteil wird genannt, dass bei Nacktsportlern die Bewegungsabläufe der verschiedenen Sportarten besser erkennbar sind, als wenn sie durch Kleidung verdeckt würden.
Einige Sportarten erfordern Bekleidung, sei es zum Schutz (Fechten), zum Warmhalten des Körpers (Wintersport) oder weil der Bekleidung eine weitere Funktion in der entsprechenden Sportart zukommt (Judo, Sumo).

## Geschichte

### Antike

#### Griechenland

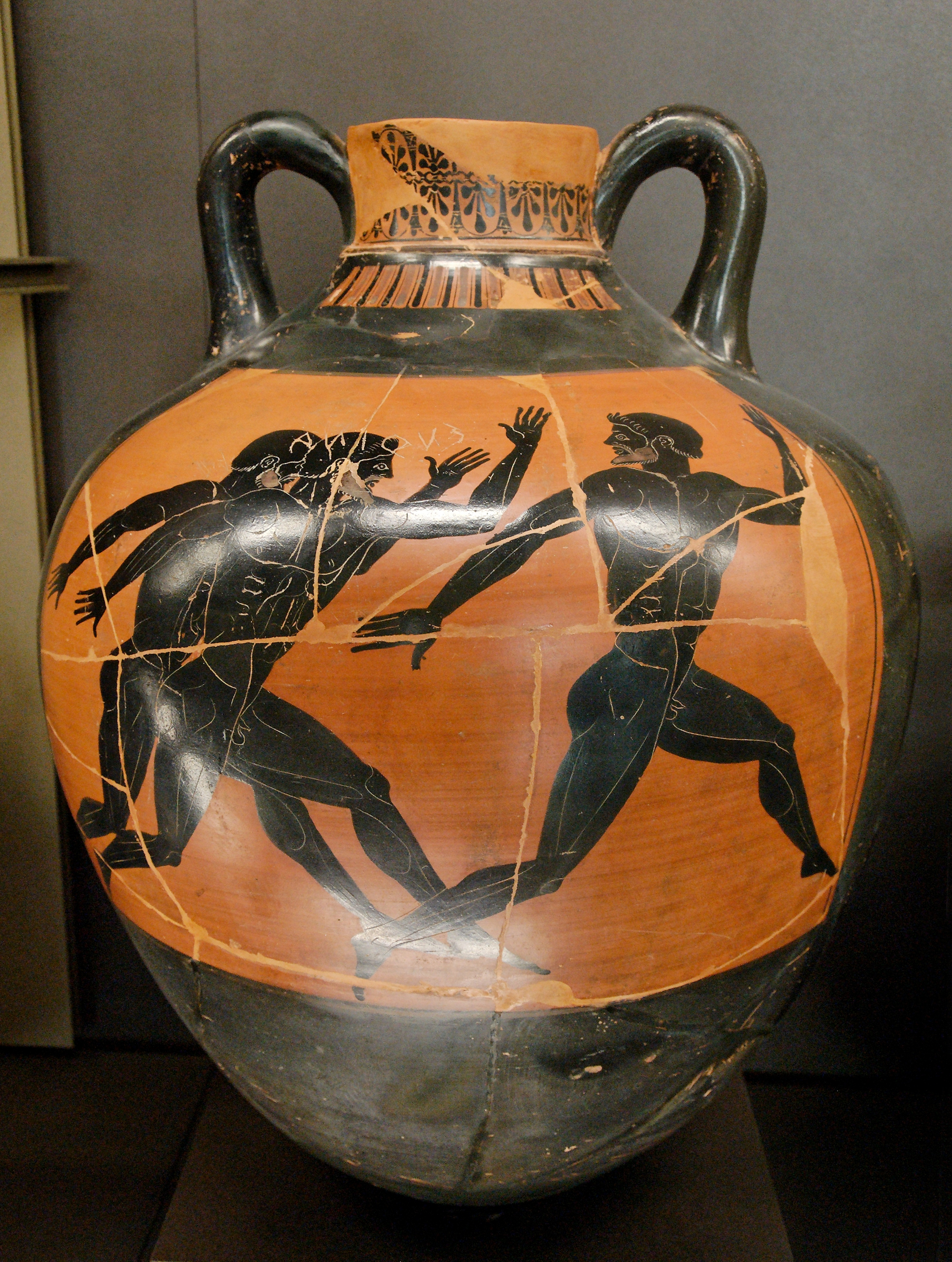
Laufwettkampf im antiken Griechenland

Die gymnischen (altgriechisch γυμνός gymnos, deutsch ‚nackt, unbekleidet‘) Sportarten der Antike, die – ihrem Namen entsprechend – nackt ausgeübt wurden, können als Vorläufer des heutigen Nacktsports angesehen werden. Nicht nur die Olympischen Spiele der Antike wurden mehrere Jahrhunderte lang nackt ausgetragen. Auch Sport und zeremonielle Tänze wurden vielfach unbekleidet durchgeführt. Ein bekanntes Beispiel dafür sind die Gymnopaedien, ein großes und mehrtägiges sommerliches Festival zu Ehren des Gottes Apollo, das rund 800 Jahre lang jeweils im Juli auf der Agora von Sparta gefeiert wurde. Zu den Gymnopädien gehörten Chor-, Tanz- und Sportwettbewerbe mit teils religiösem, teils militärischem Charakter. Der überwiegende Teil der männlichen Jugend der Stadt nahm daran teil.
Besonders verbreitet war der Nacktsport in Sparta, wo Jungen und Mädchen von den Dorern gemeinsam gymnastisch ausgebildet wurden. Die nur von Frauen ausgeübten Heraia, die möglicherweise eine Entsprechung der Olympischen Spiele für Frauen waren, wurden in kurzer Tunika mit entblößter rechter Brust ausgeübt.

#### Rom
Nach der Eroberung Griechenlands im Jahr 146 v. Chr. haben die Römer die Nacktheit bei den Olympischen Spielen nicht verboten. Jedoch berichtete Plutarch, dass es den alten römischen Sitten widerspreche, den Körper zu entblößen. Auch der Schriftsteller Quintus Ennius schrieb mit Blick auf die Hellenen, dass es der Schande Anbeginn sei, sich nackt in der Öffentlichkeit zu zeigen. Die Römer traten in Sportkleidung an. Cicero sah in der Nacktheit der Hellenen – insbesondere in Verbindung mit der dort gepflegten Knabenliebe – einen Verstoß gegen die höchsten römischen Tugenden. Im ersten Buch seiner Schrift De officiis legt Cicero dar, dass die römische Lebensart das gemeinsame Nacktbaden von Vater und Sohn, sowie von Schwiegervater und Schwiegersohn verbot. Im Rahmen der von den Vätern angestoßenen, vormilitärischen Erziehung ihrer Söhne war das Nacktschwimmen im Tiber sowie das nackte Training in den Sportstätten jedoch üblich.

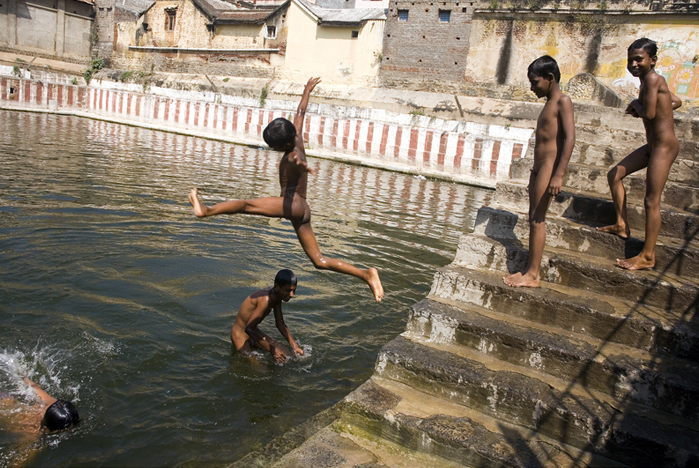
In Indien schwimmen Kinder immer noch nackt.

### Von der Spätantike bis zum 19. Jahrhundert
Unter orientalischem Einfluss setzte sich die Tabuisierung der öffentlichen Nacktheit im spätrömischen Selbstverständnis endgültig durch. Vertreter des Christentums wandten sich auch gegen den Sport an sich. So wurden die Olympischen Spiele 393 n. Chr. durch Kaiser Theodosius I. verboten. Die Kritik galt hier vor allem dem heidnischen Ursprung der Spiele.
In Europa blieb der Nacktsport in der Folge auf den engsten privaten Bereich begrenzt. Eine Ausnahme bildete das Nacktbaden – insbesondere von Kindern – an Seen, Flüssen und Stränden. In anderen Teilen der Welt, wie Afrika, Amerika, Asien und Ozeanien, gab es weniger Probleme mit nackten Sportarten und Spielen.

### 19. und 20. Jahrhundert

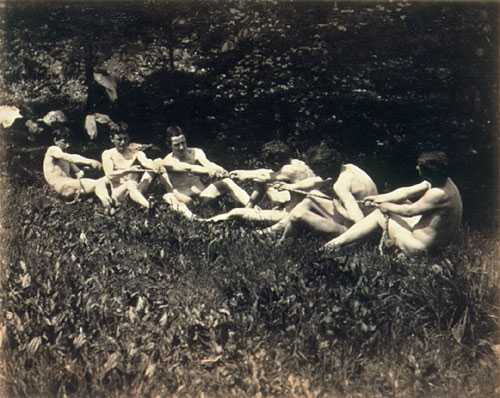
Studenten beim Tauziehen

#### Allgemeine Entwicklung
Sport in seiner heutigen Form wurde erst im 19. Jahrhundert populär. Bis dahin war sportliches Training ein Privileg der gehobeneren Schichten. Ab dem frühen 20. Jahrhundert begann in den nordischen Ländern und in Deutschland mit der FKK-Bewegung auch der Nacktsport. Seit den 1920er Jahren wurden Schwimmwettbewerbe zeitweise nackt ausgetragen, da sich einige Schwimmer durch den Verzicht auf Badebekleidung bessere Zeiten erhofften. Dieses Argument hat sich allerdings mit der modernen Sportbekleidung ins Gegenteil verkehrt, weswegen nur noch reine Freizeitsportler Nacktwettbewerbe austragen.

#### Nacktsport und Reformpädagogik
In den 1920er Jahren ließ die Hamburger Oberschulbehörde aufgrund positiver Erfahrungen aus Dänemark den Nacktsport im Grundschulalter nicht nur zu, sondern empfahl ihn; Zitat aus einem Schreiben vom 4. September 1924: „Die Gewöhnung an diese Form des Nacktturnens muß mit dem Einsetzen der wärmeren Jahreszeit erfolgen, wobei auf schwächliche Kinder Rücksicht zu nehmen ist.“
Im Bereich der Privatschulen gab es solche Initiativen vereinzelt bereits vor dem Ersten Weltkrieg. So war die 1910 gegründete Odenwaldschule Oberhambach bei Heppenheim ein solcher Ort: Im Sportunterricht turnten Jungen und Mädchen gemeinsam und nackt.
Die 1919 gegründete Priory Gate School in England verfolgte dieses reformpädagogische Konzept mit Elementen einer naturistischen Pädagogik mit dem Ziel der Selbstentfaltung. Theodore J. Faithfull, Gründer und Leiter der Schule, sah in darin eine Alternative zu etablierten Schulen, die seiner Ansicht nach auf eine zu starke Anpassung der Schüler hinarbeiteten. Zum Konzept dieser Internatsschule gehörte die Nacktheit beim Sport, beim (Sonnen-)Baden sowie beispielsweise beim Zeichenunterricht. Sitz der Schule war zunächst Sudbury (Suffolk), später siedelte sie nach Walsham Hall in Walsham-le-Willows, nahe Bury St. Edmunds über. Einen ähnlichen Ansatz verfolgte die 1927 von Alexander Sutherland Neill gegründete Schule Summerhill. Auch hier hatte der Nacktsport einen festen Platz, war jedoch ebenso freiwillig wie der Unterricht selbst.
In Deutschland entstand 1927 das Lichtschulheim Lüneburger Land (LLL) in Glüsingen (Lüneburger Heide). Der Pädagoge Walter Fränzel verwirklichte durch Gründung einer höheren Schule auf dem Lande seine Reformideen. Zum Konzept Fränzels gehörte unter anderem der ständige Aufenthalt „in gesundheitsfördernder Wald- und Heideluft“, organische Verbindung von Leben und Unterricht, das freundschaftlich-kameradschaftliche Verhältnis von Lehrern und Schülern, außerdem die „Gewöhnung an Wind und Wetter besonders durch Nacktsein bei Gymnastik, Morgenlauf, Sport und Spiel im Sinne der Freikörperkultur“.

### Heute
In den 1970er Jahren gewannen zahlreiche deutsche FKK-Vereine die von ihnen seit langem angestrebte Gemeinnützigkeit, weil sie die sportliche Betätigung ihrer Mitglieder förderten. Sport war bereits seit ihrer Entstehung ein fester Bestandteil der naturistischen Bewegung. Im Rahmen des Naturismus ist der Nacktsport (Wandern, Reiten, Schwimmen, Tennisspielen, Indiaca, Boule, Federball usw.) heute weitgehend akzeptiert und für viele, etwa im Urlaub, fast zur Normalität geworden. Die Sportarten an FKK-Stränden und -Campingplätzen und in naturistischen Urlaubsanlagen unterscheiden sich nicht von denen in textilen Anlagen. Bei Sportarten mit Körperkontakt wird jedoch von Anfängern im Naturismus oft Kleidung getragen, um körperliche Erregung zu vermeiden. Die Angst vor einer solchen Offenbarung körperlicher Reaktionen ist in vielen Fällen unbegründet. So fordert etwa der nach altgriechischem Vorbild nackt betriebene Ringkampf Konzentration auf Kraft und Technik. In naturistischen Urlaubsanlagen gelten auch dazu bisweilen unterschiedliche Bekleidungsregeln.

## Organisierter Naturismus und Nacktsport in Deutschland
Nacktsport wird heutzutage vermehrt durch vereinsungebundene Einzelpersonen und Freizeitgruppen ausgeübt. Nachdem zu Anfang des 20. Jahrhunderts der Nacktsport noch auf öffentlich zugänglichen Arealen stattfand, zog sich die FKK-Bewegung vorwiegend auf Vereinsgelände zurück. Außerhalb hat sich eine durch das Internet vereinte Bewegung gebildet, welche Nacktsport in Wald und Flur propagiert.
Der Dachverband der rund 160 deutschen FKK-Vereine, der Deutsche Verband für Freikörperkultur (DFK) e. V. versteht sich selbst als Sportverband. Er trägt folglich den Namenszusatz „Verband für Familien-, Breitensport und Naturismus e. V. (DFK) im Deutschen Olympischen Sportbund“, seine Geschäftsstelle hat ihren Sitz im Haus des Sports in Hannover.
Innerhalb des DFK gibt es aktuell (2007) neben den Sportwarten der örtlichen Vereine zehn Sportwarte mit regionaler und acht mit sportart-spezifischer Zuständigkeit. Neben der „Vizepräsidentin Sport“ im Präsidium des DFK (z. Zt. Erika Eickhoff) gibt es sogenannte Fachwarte für Faustball, Indiaka, Kanu, Pétanque, Schwimmen, Tischtennis und Volleyball. In diesen Disziplinen werden auch regionale und bundesweite Wettbewerbe ausgetragen.
Über das Verhältnis von Naturismus und Nacktsport in Deutschland findet sich auf der Internetseite des DFK folgende Aussage:
„Ungefähr seit 1970 begann die organisierte Freikörperkultur ihre Struktur in Richtung FKK-Sportverein und -verband zu verändern. Diese äußerliche Veränderung und der Wettbewerb mit den textilen Sportvereinen lässt die traditionelle Freikörperkultur zu immer häufigeren Kompromissen greifen. Hier liegt die Gefahr, die Grundziele der freien Bewegung in Licht, Luft und Sonne auf den Geländen einer kommerziellen Sichtweise zu opfern. […] Das traditionelle Sportangebot muss erweitert werden, will der FKK-Verein im Kreis der Sportvereine bestehen.“

## Einzelne Sportarten

### Schwimmen und Strandsportarten

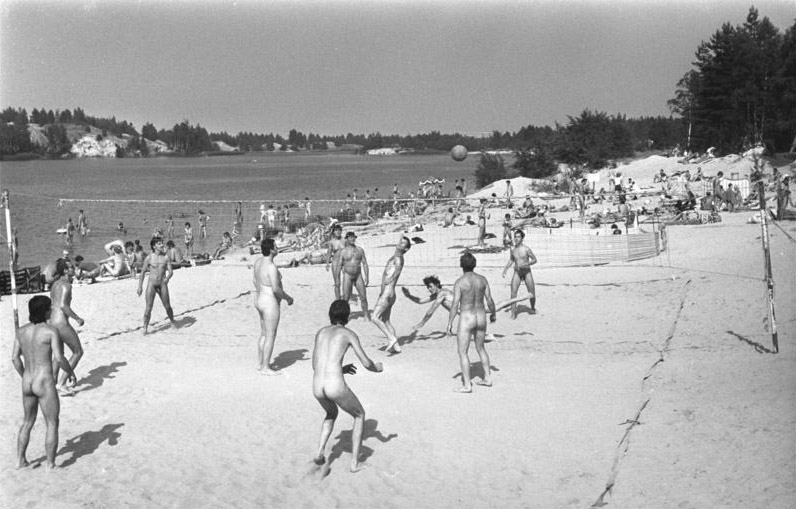
Beach-Volleyball an einem Nacktbadestrand bei Cottbus

Die häufigste Form des Nacktsports ist Schwimmen. Badeanzüge sind eine verhältnismäßig junge Erfindung, zuvor wurde überhaupt nicht oder stets nach Geschlecht getrennt auch nackt gebadet (vgl. Artikel Badekultur).
In Deutschland und vielen Ländern Europas ist Nacktbaden und -schwimmen in Badeanlagen, an Stränden, Seen und Flüssen weit verbreitet und gesellschaftlich annähernd akzeptiert. Durch Gerichtsurteile ist „Nacktheit in Strandnähe“ in Deutschland faktisch legalisiert und stellt keine Ordnungswidrigkeit mehr dar. Unabhängig davon werden durch manche Kommunen Strand-, Fluss- oder Parkbereiche ausgewiesen, in denen das Nacktbaden und -sonnen ausdrücklich zugelassen ist. Infolgedessen können viele Strandsportarten nackt ausgeübt werden. In traditionell katholisch oder orthodox geprägten Ländern wie Polen oder Griechenland sind Nacktbadestrände hingegen selten oder gar formal verboten (siehe Artikel Nacktheit).

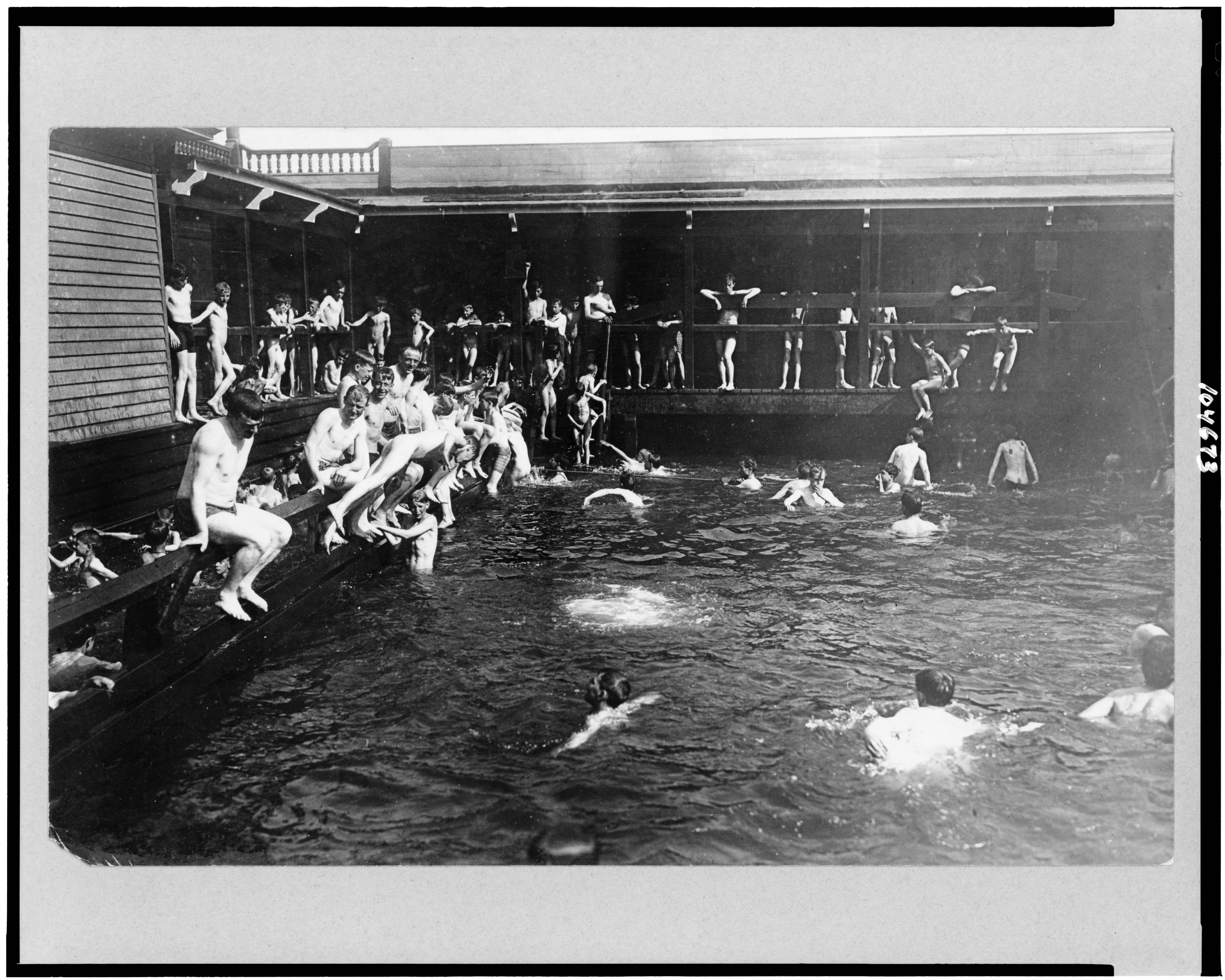
Schwimmhalle zu Beginn des 20. Jahrhunderts in New York

In den USA war es teilweise bis in die 1970er-Jahre hinein üblich, dass die Knaben der High-School am Schwimmunterricht nackt teilnehmen mussten. Während für die Mädchen, die zu gesonderten Zeiten Schwimmunterricht hatten, Badekleider gestellt wurden, scheuten viele Schulen neben für die Schüler undurchsichtigen Hygieneaspekten die Kosten für die zusätzlichen Schwimmkleider. (Tatsächlich waren die Poolreinigungs- und Filteranlagen damals noch recht empfindlich auf Schmutz und Gewebefasern, und Chlorifizierung war noch weitgehend unbekannt.) Nach der Einführung von Title IX im Jahr 1972 wurde der Schulsport weitgehend auf gemischtgeschlechtlichen Unterricht umgestellt, wodurch das Nacktbaden nicht mehr als möglich betrachtet wurde. Die alte Praxis wurde vergessen oder gar verleumdet. Nacktbadestrände und auch private Thermen mit „europäischer“ Badetradition sind aber nie ganz verschwunden, etwa in Sandy Hook in der Nähe von New York.
Viele Menschen, die gerne nackt Sport betreiben, betrachten sich jedoch nicht als FKK-Anhänger, Naturisten oder gar Nudisten.

### Wandern

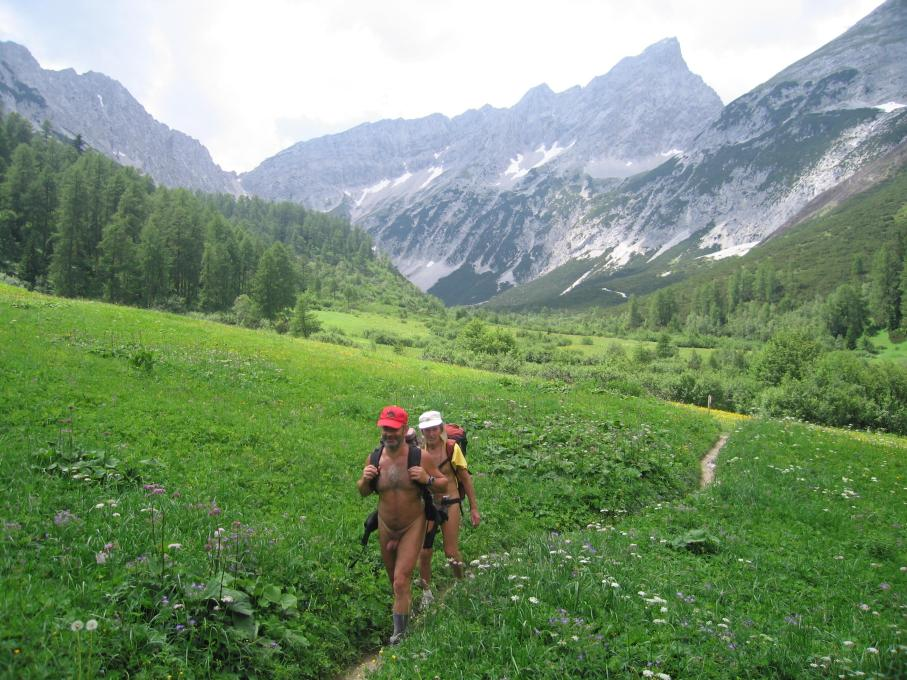
Wandern in Österreich, 2006

#### Deutschland
Das Nacktwandern entstand im Zusammenhang mit der Freikörperkultur (FKK) im frühen 20. Jahrhundert. Aus einem romantischen Naturverständnis heraus sprach sich beispielsweise Richard Ungewitter (1868–1958), einer der Pioniere rassistisch verstandener Freikörperkultur, im Jahre 1912 gegen „Zimmer-Luftbäder“ aus und forderte die öffentliche und damit auch der sozialen Kontrolle unterliegende FKK. Bereits 1916 wanderten englische Touristen im zentralschweizerischen Maderanertal unbehelligt nackt. Die Naturisten wie der Reformpädagoge und Lebensreformer Werner Zimmermann und INF-Mitbegründer Eduard Fankhauser wanderten und kletterten angeblich nackt in den Schweizer Alpen und pflegten in St. Moritz den nackten Skilauf. Es gilt zu beachten, dass sich diese Pioniere nicht nur konsequent pionierhaft (Gleichberechtigung für Frauen, Pazifismus, Zinsverbot) für einen Wandel einsetzten, sondern in den Bergen auch kaum mit Dritt-Begegnungen wie in der heutigen Freizeitgesellschaft zu rechnen hatten. In der Geschichte des Naturismus der INF/FNI berichtet Karl Dreßen von „zum Teil meilenweiten Nacktwanderungen“.
Der erste Nacktwanderweg wurde im Juli 1984 von Franz Rutar nahe Klagenfurt (Österreich) geschaffen. Er führte über eine Länge von 3 km durch öffentlich zugänglichen, lichten Laub- und Fichtenwald. Im Harz wurde im Mai 2010 in der Nähe von Wippra der Harzer Naturistenstieg (18-km-Rundweg) als erster deutscher Nacktwanderweg freigegeben. Als zweiter Nacktwanderweg wurde 2012 der Naturistenweg Undeloh in der Lüneburger Heide eingerichtet. Ein weiterer war für 2015 bei Trebbin in Brandenburg geplant, liegt aber nach erheblichen Widerständen auf Eis.
Nacktwanderer verstehen ihre Nacktheit nicht als Provokation. Es geht in erster Linie um das Naturerlebnis. Da es keine störende Kleidung gibt, spürt man alles, Sonne, Wind und Schweiß unmittelbar. Auch kann der Abenteuerfaktor, der Ausbruch aus der Gesellschaft eine Rolle spielen. Um Störungen zu vermeiden, bevorzugen sie dennoch wenig begangene Strecken in entlegenen Gebieten. Öffentliche Straßen und Plätze werden grundsätzlich gemieden.
Manche Nacktwanderer legen selbst größere Strecken barfuß zurück (Barfußwandern).
Seit einigen Jahren finden unter anderem im Berliner Grunewald und im dünn besiedelten Land Brandenburg, in der Sächsischen Schweiz, in Thüringen, im Rothaargebirge, dem Spessart, der Eifel, im Isargebiet in und um München, in Kärnten, rings um Hamburg, in der Lüneburger Heide, im Schwäbischen Wald, im Bregenzerwald im Alpstein sowie in den übrigen Schweizer Alpen und im Jura mehr oder weniger regelmäßig naturistische Wanderungen statt.

#### Schweiz

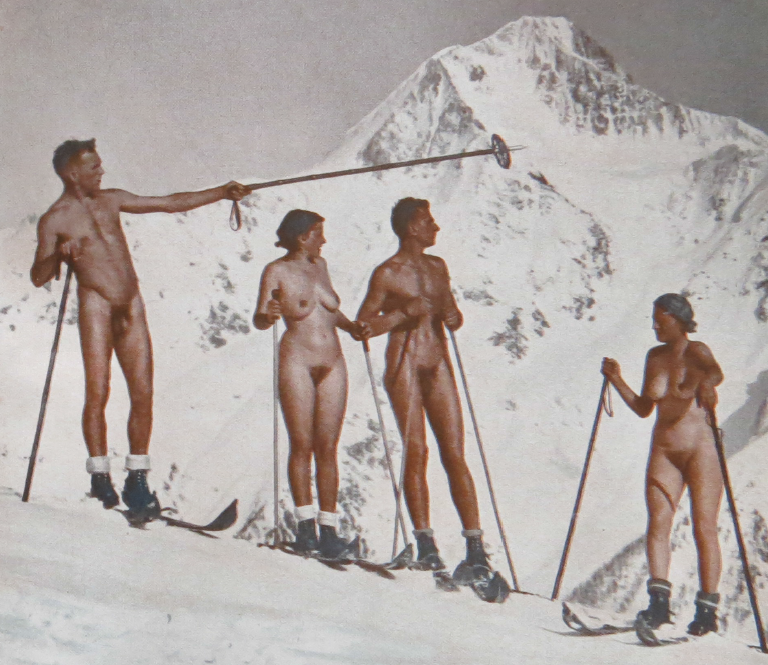
Nacktskiern in der Schweiz, 1930

Um 2008 wurden im Alpstein häufiger Nacktwanderer gesichtet. Spätestens als diese Gegend in einschlägigen Internetforen als Nacktwanderparadies angepriesen wurde und auch das Schweizer Fernsehen darüber berichtete, wurde das Nacktwandern für eine breitere Öffentlichkeit zu einem Thema. Nachdem im Kanton Appenzell Innerrhoden ein Strafverfahren gegen einen Nacktwanderer wegen «groben Unfugs» mangels eines Klägers eingestellt werden musste, hat am 26. April 2009 die Landsgemeinde Art. 15 des kantonalen Übertretungsstrafrechts um das Offizialdelikt des «öffentlichen anstössigen, Sitte oder Anstand verletzenden Verhaltens» ergänzt.
Darauf folgte eine Diskussion, ob ein Kanton überhaupt befugt sei, ein entsprechendes Verbot auszusprechen. Die Argumentation war, dass anlässlich der Revision des Schweizerischen Strafgesetzbuches von 1991 der Straftatbestand der «Verletzung der öffentlichen Sittlichkeit» (Art. 203 aStGB), auf Grund dessen in der Vergangenheit auch Strafen gegen Nacktbadende ausgesprochen worden waren, aus dem Strafgesetzbuch gestrichen wurde. Daher sei das Fehlen eines entsprechenden Straftatbestands vom Gesetzgeber ausdrücklich gewollt (also ein «qualifiziertes Schweigen»), und somit könne ein Kanton nicht über das kantonale Übertretungsstrafrecht diesen Strafbestand wieder einführen.
Am Sonntag, dem 11. Oktober 2009, wurde zwischen 15 Uhr 40 und 16.00 Uhr im Naherholungsgebiet Nieschberg bei Herisau (Appenzell Ausserrhoden) ein Nacktwanderer gesichtet und wegen «unanständigen Benehmens» verzeigt (Art. 19 kantonales Strafrecht AR, ähnliche Norm wie der oben erwähnte innerrhoder Artikel). Der Fall wurde durch alle Instanzen bis vor das Bundesgericht gebracht. Dieses entschied am 17. November 2011 gegen den Wanderer und erklärte kantonale Gesetze gegen das Nacktwandern als zulässig.
Die Argumentation des Bundesgerichts war, dass zwar tatsächlich das Sexualstrafrecht im Strafgesetzbuch abschließend geregelt sei. Beim Nacktwandern handle es sich aber nicht um eine sexuelle Übertretung, sondern um einen Verstoß gegen Anstand und Sitten. Dabei dürften die allgemeinen «Sitten» nicht mit der sexuellen «Sittlichkeit» verwechselt werden. Eine Norm, die demjenigen Strafe androhe, der «öffentlich Sitte und Anstand grob verletze», falle durchaus in die kantonale Kompetenz und sei auch hinreichend bestimmt. Der Entscheid war innerhalb des Richtergremiums nicht unumstritten (Stimmenverhältnis 3:2), nichtsdestotrotz dürfte er nun für längere Zeit Bestand haben.

### Radfahren

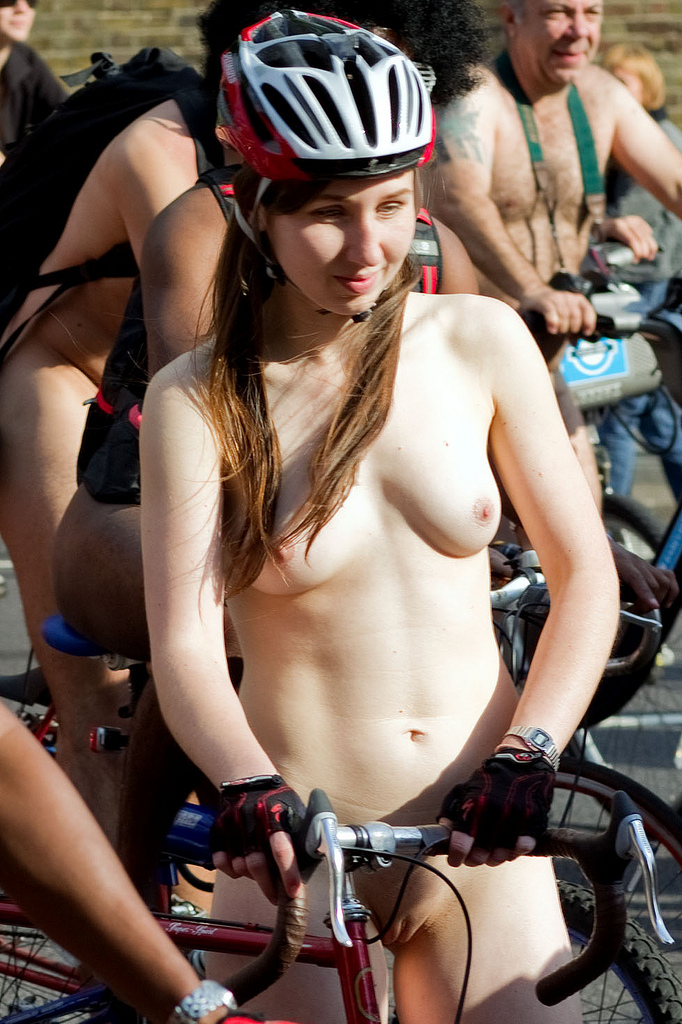
Radfahrerin beim World Naked Bike Ride in London, 2011

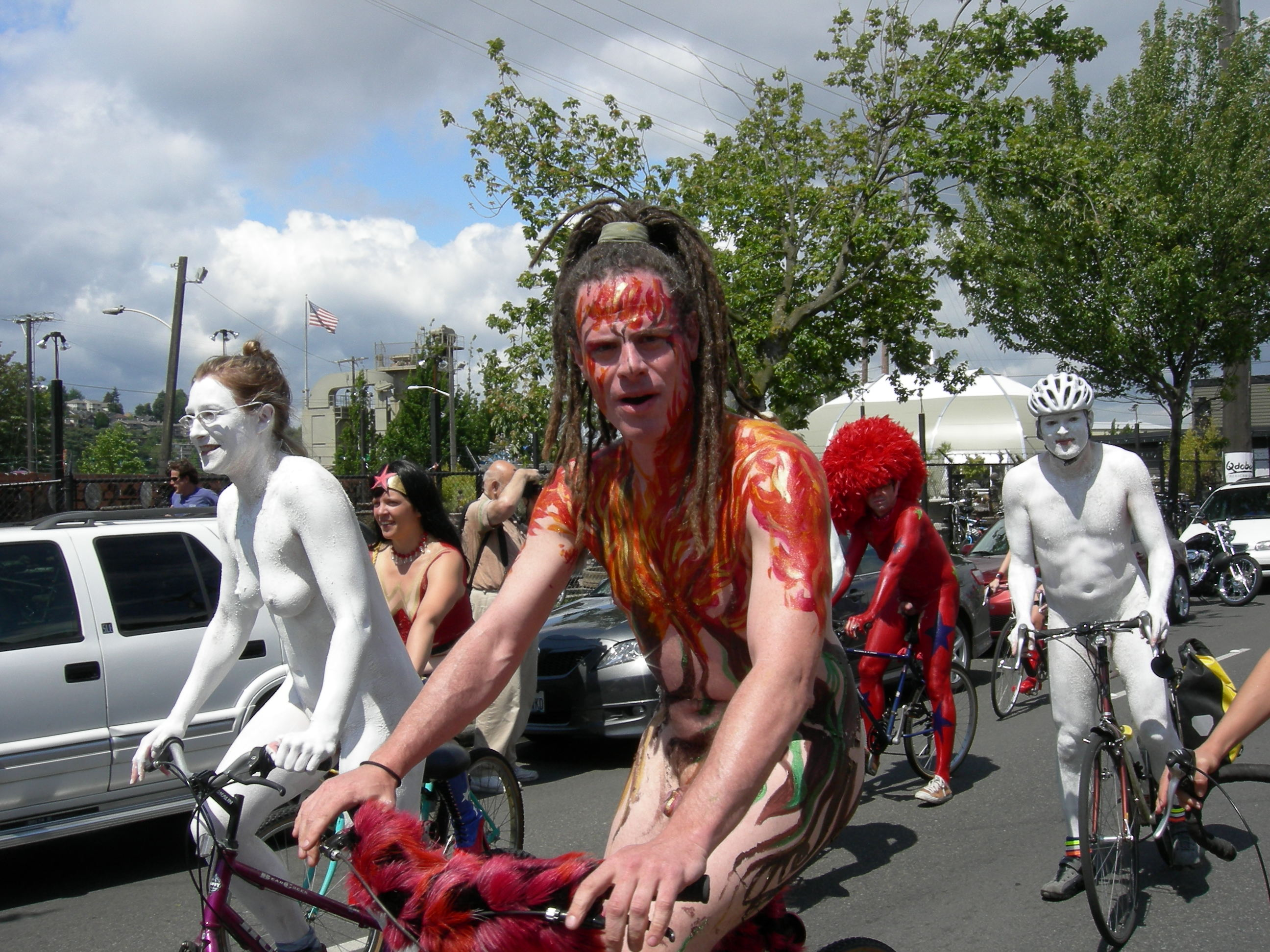
Radfahrer beim Summer Solstice in Seattle, 2007

Seit dem Jahr 2003 findet jährlich mit wachsender Beteiligung der (World Naked Bike Ride, WNBR) statt, der mit Nacktsport jedoch nichts zu tun hat; es ist gemäß Definition auf der Homepage vielmehr ein Protest gegen den Raumbedarf des Automobilverkehrs und dessen Gefahren. Im Jahr 2006 nahmen in mehreren Dutzend Städten, zumeist in den USA, mehrere tausend Radfahrer an dem Ereignis teil. In Deutschland gab es Teilnehmergruppen in etwa sechs Städten, darunter Berlin, Frankfurt am Main, Bonn und München. Die Veranstalter demonstrieren damit vor allem für mehr Umwelt- und Klimaschutz. Die Publizität des World Naked Bike Ride hat die Zahl privater Nackt-Radtouren zunehmen lassen. Organisierte Nacktfahrten im Münchner Raum hatten bis zu 32 Teilnehmer.
In Österreich sind Naked Bike Rides dokumentiert 2009 sowohl in Wien (19. Juni) mit 600 Teilnehmern und erstmals auch in Graz (26. Juni). Juni 2014 wurde in Wien zum 9. Mal, also wohl seit 2006, sowie in Graz (ab Joanneum, mit Bodypainting) und Salzburg nackt geradelt.

### Nacktlaufen

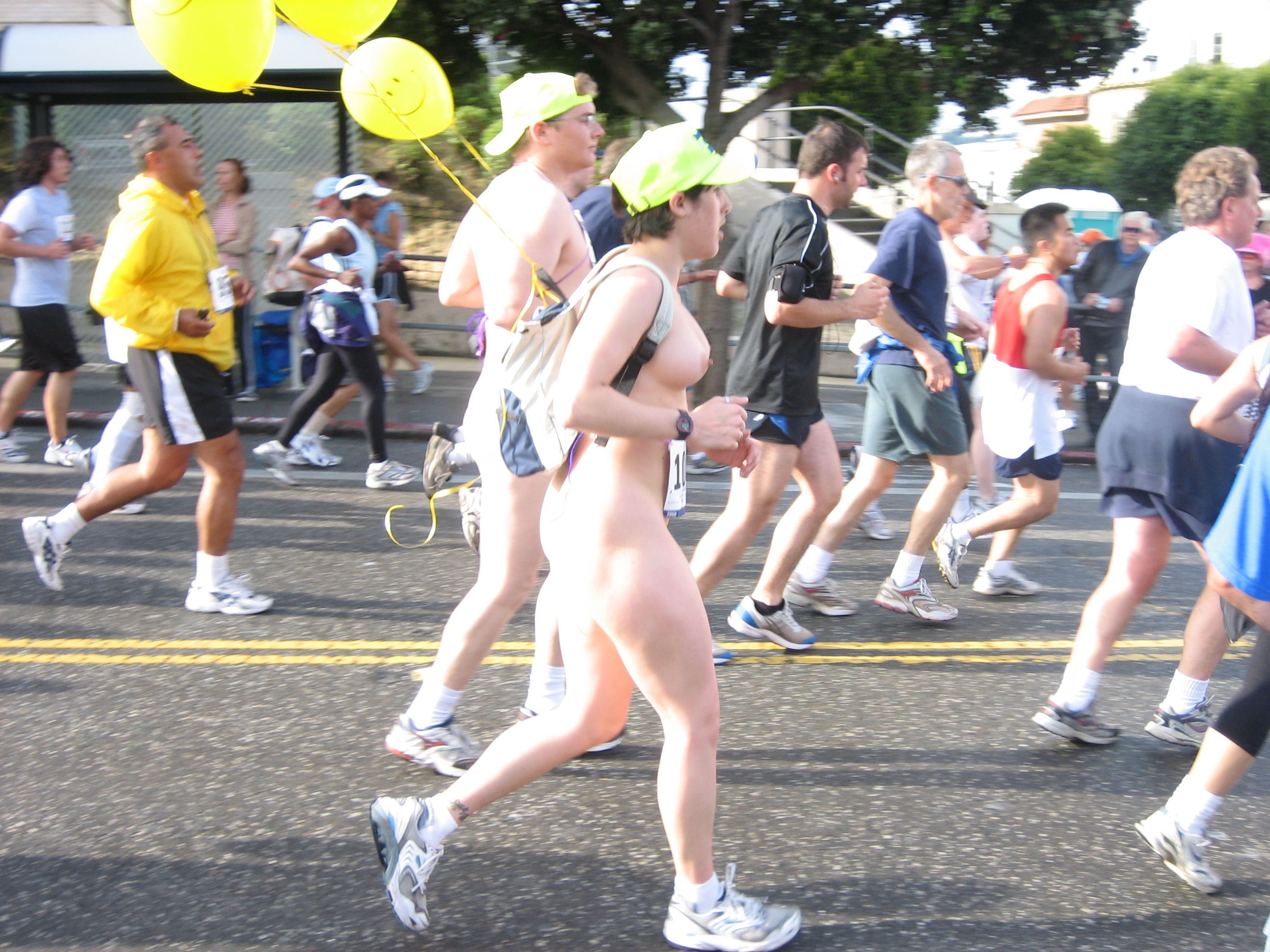
Nacktläufer beim Bay to Breakers

Schon in dem Buch The Zen of Running von 1974 wurde das Laufen mit so wenig Kleidung wie möglich und barfuß empfohlen, um Luft und Sonne an die Haut zu lassen und den Körper zu erden. FKK-Vereine haben zum Teil Laufstrecken auf ihrem Gelände. Das Nacktlaufen wird von einer zunehmenden Anzahl von vereinsungebundenen Freizeitsportlern ausgeübt, die sich in Nacktsportgruppen zusammenschließen.
Nacktlaufen erfreut sich einer zunehmenden Toleranz, wenn es abseits von Siedlungen im Wald ausgeübt wird. Nacktjoggen in Wäldern wird als Ordnungswidrigkeit nicht geahndet, weil hier und in entlegenen Gebieten eine mögliche Absicht, nackt zu provozieren, entfällt. Das Nacktlaufen auf öffentlichem Straßenland kann in Deutschland als Belästigung der Allgemeinheit geahndet werden, wenn es beim Ordnungsamt oder der Polizei angezeigt wird. Dieses wird begünstigt von einer offensichtlichen oder subjektiv unterstellten Absicht, sich exhibitionistisch zu präsentieren oder zu provozieren.

### Nacktringkampf
Ringkämpfe, ausgetragen mit Verzicht auf Kleidung, wurden in den letzten Jahren überwiegend in erotischen Spezialsegmenten thematisiert. Erst in jüngerer Zeit gewinnt der breitensportlich orientierte Gedanke unbekleideten Ringens wieder einen gewissen Raum. Bezugnahme ist dabei der Ringkampf als sportliche Auseinandersetzung in der vorchristlichen Kultur des antiken Griechenland. Ringen gehörte als Teilsportart zum antiken Pentathlon (Laufen, Fünfsprung, Diskuswurf, Speerwurf, Ringen).

### Reiten

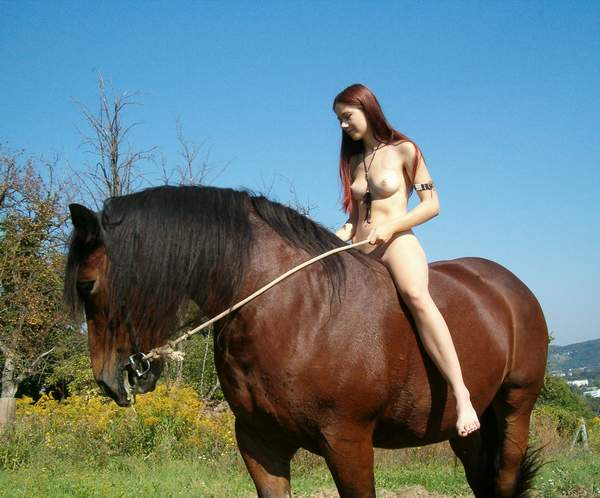
Nacktreiten bei Bonn

Für viele Nacktreiter ergänzen Freikörperkultur und Pferdesport einander ideal. Manche reiten ohne Sattel und Decke auf nackten Pferden. Pferde mit hohem, knochigen Widerrist und hervortretender Wirbelsäule sind dafür allerdings weniger geeignet. Dasselbe gilt für Pferde mit besonders schwungvollem Trab. Inwieweit das Reiten ohne Sattel für das Pferd unangenehm ist, hängt vom Gewicht und vom Sitz des Reiters ab und von der Dauer des Rittes.
Nacktreiten ist in verschiedenen FKK-Anlagen möglich, beispielsweise in „La Jenny“ und in „La petite Brenne“ in Frankreich, „Lido Braco“ in Jamaica, in „Pizzo Greco“ in Kalabrien und im Naturistendorf „El Fonoll“ in Katalonien. In Namibia gehören Nacktritte zum Programm naturistischer Safaris.

### Turnen
Im antiken Griechenland war das Gymnasium Mittelpunkt des Lebens von über 18-jährigen Athleten, in dem nackt Turnübungen ausgeführt wurden. Frauen wurden von diesen Aktivitäten ausgeschlossen. Nacktgymnastik und Nacktringen werden in mehreren FKK-Anlagen angeboten.

### Golf

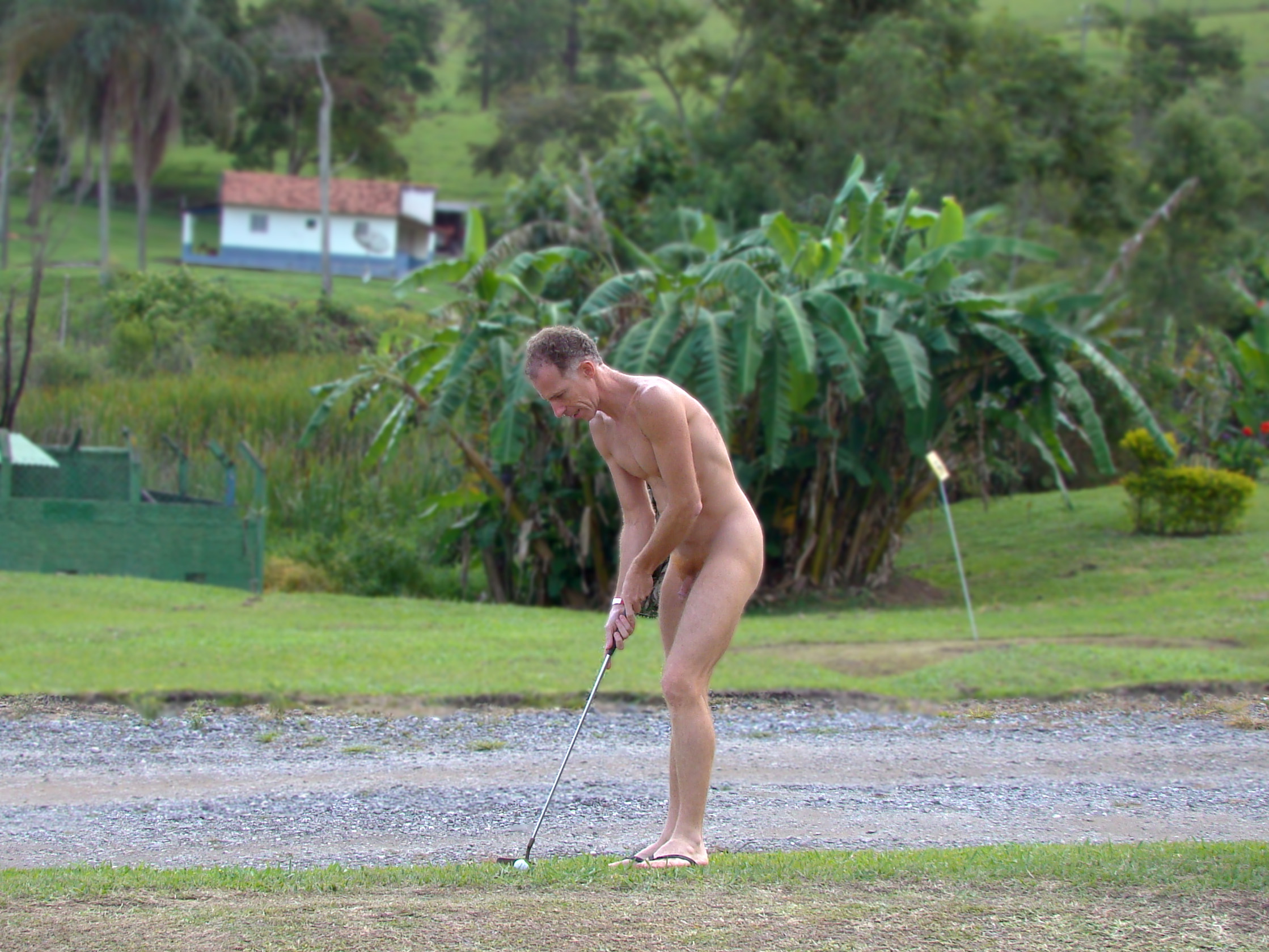
Nackter Golfspieler

Auf manchen FKK-Anlagen kann man nackt Golf spielen.

### Nacktbogenschießen
Auf mehreren FKK-Anlagen wird auch Bogenschießen und Speerwerfen angeboten.

## Internationale Treffen und Wettbewerbe
Fast alle FKK-Vereine und naturistischen Urlaubsanlagen bieten ein mehr oder weniger großes Sportangebot an, vielfach werden dort auch Wettbewerbe ausgetragen. Im Folgenden werden darum nur einige überregional bekannte und wiederkehrende Nacktsport-Ereignisse dargestellt.

### Die Internationale naturistische Sportwoche bei Szeged
Das größte Nacktsportereignis in Europa ist die Internationale naturistische Sportwoche in der FKK-Anlage Sziksósfürdő bei Segedin (ungarisch: Szeged). Bei dem Treffen, das seit 1989 jeweils in der letzten Juliwoche stattfindet, stehen fast 40 Disziplinen auf dem Programm, darunter typische FKK-Sportarten wie Volleyball, Badminton, Schwimmen, Tischtennis, Tauziehen und Pétanque, aber auch seltener nackt ausgeübte Disziplinen wie Hochsprung, Weitsprung, 100-Meter-Lauf, Geländelauf und eine Variante des Sumo, die ohne den Gürtel Mawashi auskommt. Eine ungarische Besonderheit ist der Wettbewerb im Turul, eine Mannschaftssportart mit Regeln ähnlich dem Indiaka. Hinzu kommen Wettbewerbe im Schach, Tischfußball, Armdrücken sowie reine Spaßwettbewerbe wie Autoreifen-Weitwurf, Trabi-Schieben, Eiswürfel-Weitspucken und Körperbemalung. Die Teilnehmerzahl betrug zuletzt knapp 400.

### Das Alpe-Adria-Treffen
Das Alpe-Adria-Treffen ist ein internationales Sporttreffen mit vielseitigen Wettbewerben. Es fand jahrelang auf dem kroatischen Campingplatz Monsena statt, der aber seit 2006 eine Textilanlage ist (neuer Name: „Camping Amarin“). Darum hat im Jahr 2005 erstmals der FKK-Campingplatz Kažela bei Medulin das Alpe-Adria-Treffen ausgerichtet.
Nachdem auch Camping Kažela zu einer reinen Textilanlage umgebaut wurde, findet das Alpe-Adria-Treffen nun im „Camp Solaris Porec Istrien“ statt. Folgende Sportarten werden ausgerichtet: Volleyball, Tischtennis (Einzel/Doppel), Beachvolleyball, Petanque, Tennis (Einzel/Doppel), Tauziehen, Schach und diverse Kinderspiele.

### Schwimmfest und Pétanque-Turnier der INF
Die Internationale Naturisten Föderation (INF-FNI) veranstaltet seit vielen Jahren Schwimm- und Pétanque-Wettbewerbe. Zum 35. INF-Schwimmfest im November 2006 in Gijón/Spanien trafen sich rund 130 Teilnehmer. Das Petanque-Turnier findet im Jahre 2007 zum 26. Mal statt, am 25./26. August in der Anlage Hamaland im niederländischen Almere-haven.
Im September 2022 feierte die Internationale Naturisten Föderation das Turniers im NaturistenCamp Sonnensee bei Hannover. Das INF Pétanque-Turnier 2023 soll vom 25. bis 27. August auf dem Campingplatz Délegyháza, Ungarn, stattfinden.

### Naturistische Schwimmgala in Amersfoort
Seit den 1970er Jahren organisiert der Niederländische Naturistenbund (NFN) ein jährliches Schwimmtreffen in Amersfoort mit Wettbewerben, Spielen und Unterhaltung („Zwemgala“). Das Treffen fand im Jahr 2007 bereits zum 33. Mal statt (11. März).

### Wettläufe

#### Carrera Nudista de Sopelana
Seit 1999 wird am Strand von Sopelana in der Nähe von Bilbao (Spanien) das 5000-Meter-Rennen „Carrera Nudista de Sopelana“ für Männer, Frauen und Kinder durchgeführt. Gegründet wurde das Event durch den Läufer Patxi Ros und heißt seit 2003 „Patxi Ros Trophy“.

#### Wettlauf beim Festival von Roskilde
Während des großen jährlichen Musikfestivals in Roskilde (Dänemark) mit insgesamt rund 115.000 Besuchern wird seit dem Jahr 1999 ein nackter Wettlauf um Festivalpässe ausgetragen. Organisiert als Werbegag vom Festival-Radiosender, mussten ursprünglich 25 kurze Runden zurückgelegt werden. In den letzten Jahren wurde der Lauf mehrfach auf bis zu zwei Runden verkürzt, vor allem bei schlechtem Wetter. Nachdem in den Jahren 2003 und 2004 nur jeweils zwischen 10 und 15 Männer teilgenommen hatten, stieg die Teilnehmerzahl zuletzt auf fast 30, die Hälfte der Teilnehmer sind jetzt Frauen. Mit mehreren Tausend Zuschauern hat sich der Wettlauf als fröhlicher Bestandteil des Festivals etabliert.

#### Ehemalige Studentenprüfung „Naked Mile“ in Ann Arbor, Michigan
Ab 1986 begingen einige Studentinnen und Studenten an der Universität von Ann Arbor das Ende der Klausuren des Wintersemesters im April mit einem Nacktlauf durch die Straßen der Stadt Ann Arbor, wo sich die juristische Fakultät der Michigan University befindet. Das Ereignis gewann einige Aufmerksamkeit, bis im Jahre 2000 die Universität und die städtische Polizei angeblich aus Sicherheitsgründen gegen das Rennen vorzugehen begannen. Im Jahre 2002 trugen die Teilnehmer Unterwäsche, im Jahre 2003 wurden die höchstens 7 Teilnehmer verhaftet. Durch die Verschiebung um einen Tag im Jahr 2004 und eine neue Route konnten 14 Teilnehmer gegen die Verhaftungen im vorangegangenen Jahr protestieren und die eigene Verhaftung vermeiden. Im Jahre 2005 wurde der Event umbenannt in „Painted Mile“ mit Bodypaint. Im Jahr 2007 war die Tradition dieses Studentenspaßes verschwunden.

### Der Surfwettbewerb des Sydney Fringe Festivals
In den 1990er Jahren wurde mehrere Jahre lang jeweils im Januar an der Bondi Beach von Sydney ein nackter Surfwettbewerb ausgetragen. Der Nude Surfing Contest war ein Bestandteil des Sydney Fringe Festival und zog mehrere Dutzend Teilnehmer sowie Tausende Zuschauer an, Thema des Festivals waren Musik, Theater und Film. Der Surfwettbewerb war meist das einzige textilfreie Ereignis des Treffens und hatte damit eine ähnliche Stellung wie der Nacktlauf des Roskilde-Musikfestivals. Mehrfacher Gewinner war der Surfer Rod Cox. Im Internet fehlen Belege für eine Wiederholung des Wettbewerbs nach dem Jahr 2003.